# Elizaveta Kochurina
Elizaveta Sergueïevna Kochurina (en russe : Елизавета Сергеевна Кочурина), née le 1er octobre 2002 à Kostomoukcha en Russie, est une joueuse de volley-ball russe évoluant au poste de centrale.

## Biographie

### Carrière
Née à Kostomoukcha, en république de Carélie, elle commence la pratique du volley-ball à l'âge de 7 ans. A 12 ans, elle déménage à Nijni Novgorod où elle intègre une école de sport locale.
En 2017, sa carrière professionnelle débute sous les couleurs du Dinamo Kazan où elle dispute dans un premier temps la Majeure Liga « B » avant de découvrir le championnat de Superliga avec l'équipe première à partir de 2018, et avec laquelle elle remporte la Coupe de Russie 2019 puis le championnat national en 2020. Lors de la saison 2020-2021, elle évolue au VK Sparta, à Nijni Novgorod,. En 2021, elle signe un contrat avec le VK Proton Balakovo.
A l'intersaison 2022, elle quitte son pays pour le club français du Volero Le Cannet, avec lequel elle remporte le Championnat de Ligue A dès sa première année.

### Équipe nationale russe
Avec les sélections russes de jeunes, elle termine finaliste du Championnat d'Europe des moins de 16 ans (en) 
en 2017 (en), battue par l'Italie, puis remporte la compétition continentale en 2018 (en) avec l'équipe cadette. Un an plus tard, elle fait partie de l'équipe victorieuse au Festival olympique de la jeunesse européenne. 
Avec la sélection des moins de 20 ans, elle obtient la 3e place au Championnat du monde 2021 (en).

## Clubs
- Dinamo Kazan (2017-2020)
- Sparta Nijni Novgorod (2020-2021)
- Proton Balakovo (2021-2022)
- Volero Le Cannet (2022-2024)
- Zeren Ankara (2024-)

## Palmarès

### En sélection
- Championnat d'Europe des moins de 16 ans (en) :
  - Finaliste en 2017 (en).
- Championnat d'Europe cadette (1) :
  - Vainqueur en 2018 (en).
- Festival olympique de la jeunesse européenne (1) :
  - Vainqueur en 2019.
- Championnat du monde des moins de 20 ans :
  - 3e place en 2021 (en).

### En club

#### en Russie
- Championnat de Russie (1) :
  - Vainqueur : 2020.
- Coupe de Russie (1) :
  - Vainqueur : 2019.

#### en France
- Championnat de France (1) :
  - Vainqueur : 2023.
- Supercoupe de France (1) :
  - Vainqueur : 2023.
  - Finaliste : 2022.

### Distinctions individuelles
- Championnat d'Europe des moins de 16 ans 2017 (en) — Meilleure centrale.
- Championnat d'Europe cadette 2018 (en) — Meilleure centrale.